# Fifty Million Frenchmen
Fifty Million Frenchmen ist eine Musical Comedy mit der Musik und den Gesangstexten von Cole Porter, das Buch stammt von Herbert Fields. Die Uraufführung fand am 27. November 1929 im Lyric Theatre in New York statt, einen Monat nach dem Börsenkrach am Schwarzen Donnerstag, dem Beginn der Weltwirtschaftskrise. Es wurde zu Porters ersten großen Broadway-Hit. Die Hauptrolle spielte William Gaxton.

## Inhalt
Paris hat für Amerikaner Ende der zwanziger Jahre einiges zu bieten: Kultur, Schönheit, Zerstreuung und Alkohol! (siehe Prohibition), verbotene Bücher, hemmungslose Männer.

Drei College-Kumpels aus wohlhabendem Hause verbringen ihre Ferien in Paris. Als einer von ihnen, Peter Forbes, ein Mädchen, Looloo Carroll,  wieder trifft, das ihm schon bei der Überfahrt aufgefallen war, kommt es zu einer Wette um 50.000 Franc („fünfzig Mille“): Innerhalb  eines Monats soll er Looloo dazu bringen ihn zu heiraten, ohne jedoch dabei seinen Reichtum als Mittel der Brautwerbung noch für seinen Lebensunterhalt einzusetzen.

Nun erleben wir Peter als Fremdenführer und als Eintänzer; außerdem: einen Besuch auf der Pferderennbahn Longchamp, einen pompösen Empfang und zwischendurch einige andere Paris-tolle Amerikaner.
Die Handlung von Fifty Million Frenchmen hat noch das Unzusammenhängende einer Revue, wie es für die Shows der 1920er Jahre üblich war. Porter schrieb etwa das Doppelte der am Ende verwendeten Musiknummern – das Stück nahm seine Gestalt erst während der Proben an. Zunehmende Konzentration der Broadway-Shows auf einen Handlungsfaden wurde erst in den Musical Plays der 1930er Jahre üblich und hat mit der Konkurrenz des Tonfilms zu tun.

## Bekannte Musiknummern
- I’m Unlucky at Gambling
- You Do Something To Me
- You’ve Got That Thing
- You Don’t Know Paree

## Verfilmung
Verfilmungen existieren aus den Jahren 1931 unter der Regie von Lloyd Bacon (die Songs wurden hier bloß instrumental wiedergegeben), und von 1934 unter dem Titel Paree, Paree (ein Kurzfilm).